# نادي 25 أبريل
نادي 25 أبريل الرياضي (بالكورية: 4.25체육단)‏ هو نادي متعدد الرياضات في كوريا الشمالية.
لنادي أبريل 25 واحد من أكثر نوادي كرة القدم نجاحاً في البلاد بـ21 انتصار بدوري جمهورية كوريا الديمقراطية الشعبية. ويأتي اسم النادي أبريل 25 من يوم تأسيس الجيش وينتمي النادي إلى الجيش الشعبي الكوري.
منافس نادي أبريل 25 هو النادي الرياضي لمدينة بيونغ يانغ.

## ترتيب أندية الاتحاد الآسيوي
آخر تحديث 4 ديسمبر 2017..
| مرتبة | الفريق        |
| ----- | ------------- |
| 127   | نادي واريورز  |
| 128   | نادي دوردوي   |
| 129   | 25 أبريل      |
| 130   | تان كوانغ نين |
| 131   | السلام زغرتا  |